# Dominique Rocheteau
Dominique Rocheteau (Saintes, 14 januari 1955) is een Frans voormalig voetballer die speelde als aanvaller.

## Interlandcarrière
Hij kwam 49 keer uit voor het Franse elftal en scoorde vijftien keer voor Les Bleus in de periode 1975–1988. Rocheteau nam met Frankrijk deel aan drie opeenvolgende WK-eindrondes: 1978, 1982 en 1986. Ook maakte hij deel uit van het elftal dat in 1984 de Europese titel won in eigen land. Hij maakte zijn debuut op 3 september 1975 in de EK-kwalificatiewedstrijd tegen IJsland. Frankrijk won dat duel in Nantes met 3–0 door treffers van Jean-Marc Guillou (2) en Marc Berdoll.

## Erelijst
Saint-Étienne
- Division 1: 1973/74, 1974/75, 1975/76
- Coupe de France: 1976/77
- Intertoto Cup: 1972 (groepswinnaar)

 Paris Saint-Germain
- Division 1: 1985/86
- Coupe de France: 1981/82, 1982/83

 Frankrijk
- UEFA EK: 1984
- Artemio Franchi Cup: 1985